# Rayo Majadahonda
Der Club de Fútbol Rayo Majadahonda, im deutschsprachigen Raum allgemein bekannt als Rayo Majadahonda, ist ein spanischer Fußballverein aus der Stadt Majadahonda, einige Kilometer nordwestlich der Hauptstadt Madrid.
Der Verein wurde 1976 gegründet und stieg in der Saison 2017/18 erstmals in die Segunda División, die zweithöchste spanische Fußballliga, auf, konnte sich in dieser jedoch nur eine Spielzeit lang halten und stieg am Saisonende 2018/19 wieder in die Drittklassigkeit ab.

## Geschichte

### Die Anfänge
Die Anfänge von Rayo Majadahonda gehen auf das Jahr 1958 zurück, als hier eine Amateurmannschaft mit dem Namen Rayo Majariego gegründet wurde. Das erste Team bestand vorwiegend aus Jugendlichen aus der heute zu Majadahonda gehörenden Gemeinde Majariego; zum damaligen Zeitpunkt ein Ort mit rund 3.000 Einwohnern. Aufgrund des günstigeren Preises gegenüber farbigen Trikots wurden für die Spieler weiße Oberteile besorgt. Da in der Region jedoch viele Mannschaften mit weißer Spielkleidung antraten, musste man kreativ werden. Um sich von anderen Mannschaften deutlich zu unterscheiden, entschied man sich bei den weißen Trikots einen roten Streifen diagonal von der rechten Schulter bis zur linken Seite anzunähen. Die Farbe der ersten Hosen war ebenfalls weiß. Da man nicht offiziell als Verein angemeldet war, absolvierte man in den späten 1950er Jahren bzw. dann auch schon in den frühen 1960er Jahren hauptsächlich Freundschaftsspiele gegen anderen Amateurmannschaften aus der Region. Die von Antonio Ugena trainierte Mannschaft bestand jedoch nicht allzu lange, da sich der Kassenwart des Teams im Sommer 1960 mit dem gesamten Geld absetzte und aus der Stadt floh.
Danach wurde versucht den finanziell ruinierten Klub als El Rayo Majariego Club de Fútbol wieder aufzubauen; ein Spielfeld neben einer Straße im El Plantío entstand. Als erster Vorsitzender wurde Emiliano Aguilar Descalzo gewählt und Ugena fungierte abermals als Fußballtrainer. Das Ziel war es, die Mannschaft längerfristig in der Region zu etablieren. Doch auch diese Mannschaft wurde im Laufe der 1960er Jahre wieder aufgelöst und verschwand. Anfang des Jahres 1967 wurde durch Mithilfe des Fußballspielers Rufino Bustillo und anderer Spieler Antonio Ugena als Trainer für ein Turnier reaktiviert. Beim Turnier, das am 5. Februar 1967 startete und am 7. Mai 1967 beendet wurde, konnte sich die Mannschaft beweisen, woraufhin Ideen zur Gründung eines neuen Klubs entstanden. Als Agrupación Deportiva Rayo Majariego nahm die Mannschaft an Turnieren der Educación y Descanso teil und nahm ihren Spielbetrieb in weiterer Folge in der Grupo II de Tercera Categoría der Saison 1967/68 auf. Unter Präsident Ángel Bustillo und Gregorio Álvarez absolvierte der A.D. Rayo Majariego seine Spiele in der unmittelbaren Nachbarschaft bei der Straße Escudero und wenig später auf den Gründen des Colegio Público Bilingüe San Pío X de Majadahonda. Bereits in der Frühjahrssaison wurde die Mannschaft im Mai 1968 nach einer 0:1-Niederlage gegen Vista Alegre Vizemeister.
Nach zwei Spielzeiten im Spielbetrieb der Educación y Descanso ereilte die Mannschaft im Jahre 1969 ein neuerlicher Rückschlag. Auf dem Grundstück, auf dem die Mannschaft ihre Spiele austrug, plante das Colegio de San Pío X den Bau eines Gebäudes, womit die jungen Spieler ohne Spielstätte waren und das Team Gefahr lief sich, wenn man keinen passenden Spielort finden sollte, abermals als Mannschaft auflösen zu müssen. Da die Stadt zu diesem Zeitpunkt einen anderen neuen Klub, den Púber Club de Fútbol, hatte, der das gleiche Schicksal teilte, entschied man sich zu einer Kooperation und zur Gründung der Asociación Deportiva Majadahonda im Jahre 1970. Für die Saison 1972/73 meldeten die Verantwortlichen den Verein bei der Federación Castellana de Fútbol an, da man beabsichtigte an deren Wettbewerben teilzunehmen, auch wenn man selbst über keine Spielstätte verfügte. Vom Verband wurde die Mannschaft in der sogenannten Campeonato de Adheridos untergebracht.

### Offizielle Gründung des CF Rayo Majadahonda
Durch den starken Aufschwung in den 1970er Jahren änderte sich das Bild des einstigen kleinen Ortes, der immer mehr zu einer wachsenden Stadt wurde. Die Bevölkerung war sprunghaft auf mehr als 10.000 Einwohner angewachsen und der Ruf nach einem offiziellen Fußballverein der Stadt Majadahonda wurde immer lauter. Demnach wurde im Jahre 1974 der CF Rayo Majadahonda, der, wie bereits seine Vorgängermannschaften, in den Farben der franjirrojos in Erscheinung trat, gegründet. Auch das neue Logo und die Dressen waren stark an den in unmittelbarer Nähe ansässigen Fußballverein Rayo Vallecano angelehnt. Die erste Spieluniform beinhaltete abermals ein weißes T-Shirt mit rotem Streifen von der rechten Schulter bis zur linken unteren Seite. Die Stutzen waren weiß mit einem breiten roten Bund am oberen Ende. Die Hose fiel erstmals in einem hellen Blau aus. Der Vereinssitz war im nunmehrigen Restaurant „Casa Mariano“, in dem bereits die Vorgängermannschaft, als das Restaurant noch eine Bar war, ihren Sitz hatte. Unter Präsident Antonio Rodríguez trat die Mannschaft am Puerta de Madrid und in Las Villas in Erscheinung und gab in der Spielzeit 1974/75 ihr Debüt in der bereits erwähnten Campeonato de Adheridos, in der einst bereits die Vorgängermannschaft aktiv war. Parallel dazu wurde im Jahre 1975 eine weitere Sportgruppe in Majadahonda gegründet. Der von einer Brauerei finanzierte Club Deportivo Majadahonda San Miguel unter dem Präsidenten Ricardo Villaoz Vifiocos galt sofort als Stadtrivale. Sogar die Kleidung der Spieler des CD Majadahonda San Miguel zeugte davon; immerhin spielte man in umgekehrten Farben (blaues Oberteil und weiße Hosen).
Eine der ersten Tätigkeiten des Vorstandes unter dem ersten Vorsitzenden und Präsidenten Ramiro Aguilar war im darauffolgenden Jahr die Anmeldung der Mannschaft für die Tercera Regional, die achthöchste Spielklasse des Landes, bei der Federación Castellana de Fútbol. Ein weiteres Hauptaugenmerk wurde auf den Bau der Spielstätte des Klubs gelegt; mit Hilfe des Bürgermeisters Arturo Sanz und der Finanzierung durch die Hiper wurde der Vorgängerbau des heutigen Estadio Cerro del Espino errichtet. Die Tribünen des kommunalen Stadions waren nicht überdacht; ebenso gab es keine elektrische Flutlichtanlage. Nach der offiziellen Registrierung beim Verband am 7. Juni 1976, wurde am 1. September des gleichen Jahres der Ligakonkurrent CD Majadahonda San Miguel in derselben Liga registriert. Somit ist die Saison 1976/77 für beide Stadtrivalen als historisch anzusehen, da sie immerhin die erste in einer offiziellen spanischen Fußballliga war. Für die erste Saison wurden ein Budget für Trainer und Spieler in der Höhe von 600.000 Peseten aufgestellt. Als jährlicher Mitgliedsbeitrag wurden 30 Peseten festgelegt; hinzu kam auch noch eine Subvention seitens des Stadtrates in Höhe von 100.000 Peseten. Der restliche Betrag wurde durch Verlosungen, Spenden, sowie Beiträge der Spieler und Trainer eingenommen. Als erster Trainer der Mannschaft fungierte abermals Antonio Ugena, der erste sportliche Erfolge mit dem Klub feiern konnte. Mit 47 Punkten und 73 erzielten Toren, sowie 31 Gegentoren beendete die Mannschaft die Saison auf dem ersten Platz und schaffte den Aufstieg in die nächsthöhere Spielklasse, die aufgrund einer Ligareform abermals die achthöchste Spielklasse war. Während Rayo Majadahonda den Aufstieg schaffte, verblieb Majadahonda San Miguel als Fünftplatzierter in der bisherigen Liga.
In der nunmehrigen Gruppe 3 der 3ª Categoría Preferente spielte Rayo Majadahonda daraufhin um den Abstieg, schaffte als Zwölftplatzierter der Gruppe 3 der Saison 1977/78 jedoch den Klassenerhalt. Der Stadtrivale schaffte in dieser Saison den Aufstieg und trat ab 1978/79 ebenfalls in der Gruppe 3 der 3ª Categoría Preferente in Erscheinung. Während San Miguel als 13. der Klassenerhalt gelang, rangierte Rayo auf dem 17. und damit vorletzten Platz der Gruppe und musste zum Saisonende den Abstieg in die spanische Neuntklassigkeit antreten. In der Gruppe 9 der 3ª Categoría konnte das Team jedoch umgehend den Meistertitel erringen und den direkten Aufstieg in die achte Spielstufe vollziehen. Bis zum Ende des Jahrzehntes waren beide Mannschaften aus Majadahonda weitgehend ausgeglichen sowie auf einer ebenbürtigen sportlichen Ebene. Dies änderte sich jedoch Anfang der 1980er Jahre, als der Höhenflug von Rayo Majadahonda begann.

### Rascher Aufstieg bis in die Tercera División
Zu Beginn der neuen Dekade zeigte sich der Unterschied der beiden Klubs aus Majadahonda. Während Rayo Majadahonda um den Aufstieg in die Siebentklassigkeit mitwirkte, diesen aber aufgrund des Abzuges von zwei Punkten nur auf dem dritten Platz der Gruppe 1 der 3ª Categoría Preferente rangierend nicht schaffte, musste Majadahonda San Miguel den Weg in die neunthöchste Spielklasse Spaniens antreten. In der Spielzeit 1981/82 wechselte Rayo innerhalb der Liga die Gruppe und trat wieder in der Gruppe 3 in Erscheinung. Was in der vorangegangenen Saison noch nicht gelang, wurde zum Saisonende geschafft; als Erstplatzierter der Gruppe 1 wurde erstmals in der noch jungen Vereinsgeschichte der Aufstieg in die siebenklassige 2ª Categoría gemeistert. In dieser trat der Klub 1982/83 in der dritten Gruppe in Erscheinung und stieg als Erstplatzierter des Endklassements weiter in die nächsthöhere 1ª Categoría auf. Hier spielte die Mannschaft in der Saison 1983/84 in der Gruppe 1 und beendete diese auf dem zweiten Platz, was mit einem abermaligen Aufstieg in die nächstbessere Spielklasse verbunden war. In der fünfthöchsten spanischen Fußballliga schied der bisherige Präsident Ramiro Aguilar nach beinahe einem Jahrzehnt aus seinem Amt und übergab dieses an seinen Nachfolger Antonio Rodríguez. Unter Rodríguez erreichte das Team im Endklassement der Spielzeit 1984/85 Preference Gruppe 2 einen sechsten Platz; gleich darauf musste Rodríguez bereits wieder seinen Posten als Präsident abgeben. Francisco Torres übernahm seine Agenden und führte das Team nach einem vierten Platz 1985/86 mit einem zweiten Rang in der Saison 1986/87 in die Tercera División, die spanische Viertklassigkeit. Doch auch dieser Aufstieg hatte einen Wechsel auf der Führungsebene zur Folge; nach zwei Spielzeiten übergab Torres an Enrique Vedia, der in weiterer Folge zu Rayo Majadahondas Präsident mit der längsten Amtszeit werden sollte und dieses Amt noch heute (Stand: 2018) ausübt. Ebenfalls in dieser Zeit kam es am 9. Juni 1987 zu einem Verbandswechsel, wobei fortan die Federación de Fútbol de Madrid (FFM) für die Vereine aus der Autonomen Gemeinschaft Madrid zuständig war.
In der ersten Saison nach dem Aufstieg erreichte der Klub eine Top-5-Platzierung, konnte diese allerdings in den nachfolgenden Jahren nicht halten und war zumeist in der zweiten Tabellenhälfte zu finden. Nach einem 15. Platz in der Saison 1988/89, einem 14. Rang 1989/90 und einem elften Platz in der Spielzeit 1990/91 kam der Klub aus Majadahonda erstmals seit vier Jahren wieder auf die vorderen Tabellenplätze. Auf Rang 5 in der Saison 1991/92 rutsche man in den beiden nachfolgenden Spielzeiten wieder auf die Plätze 8 bzw. 11 ab. Während dieser Zeit nahm die Mannschaft 1992/93 erstmals in ihrer Geschichte an der Copa del Rey teil. Nach einer 1:3-Niederlage im Hinspiel gegen den Real Aranjuez CF ereilte die Mannschaft im Rückspiel mit einem 2:6 eine umso deutlichere Niederlage, was das frühzeitige Ausscheiden aus dem Wettbewerb zur Folge hatte. Nachdem Rayo Majadahonda am 9. Januar 1994 gegen den RSD Alcalá sein letztes Pflichtspiel im Cerr del Espino absolviert hatte, wurde dieses vorübergehend geschlossen, um Umbauarbeiten vorzunehmen und die Kapazität zu erhöhen. In der Zwischenzeit nannte der Klub die Spielstätte des Las Rozas CF seine neue Heimat. Mit einem Punkt hinter der DAV Santa Ana rangierend beendete Rayo Majadahonda die Spielzeit 1994/95 auf dem zweiten Tabellenplatz der Gruppe 7 und verpasste damit nur knapp den Aufstieg in die spanische Drittklassigkeit, die Segunda División B. Ein Jahr verging und Rayo Majadahonda konnte seine Konstanz beibehalten. Als Erstplatzierter der Gruppe 7 beendete das Team unter dem Trainer Juan Navarro Fernandez die Saison 1995/96 mit acht Punkten Vorsprung auf den nächstplatzierten Verfolger AD Orcasitas. Dennoch verblieb der Klub in der spanischen Viertklassigkeit, da er in den nachfolgenden Aufstiegs-Play-offs an der Konkurrenz scheiterte. Diese Spielzeit wurde auch von der Neueröffnung des umgebauten Estadio Cerro del Espino am 13. September 1995 begleitet. Diego Simeone war der erste Spieler, der, bei einem Freundschaftsspiel zwischen Rayo Majadahonda und Atlético Madrid, ein Tor im neuen Stadion erzielte und Rayo Majadahonda eine 0:1-Niederlage bescherte.

### Erster Durchbruch in die Segunda División B
Unter José Miguel Polo als Trainer gelang am Saisonende 1996/97 doch noch der Aufstieg in die nächsthöhere Spielklasse. Obwohl man sich in den Play-offs nicht konsequent beweisen konnte, war der Aufstieg einem Glücksfall zu verdanken. Da die B-Mannschaft von Real Madrid von der Zweit- in die Drittklassigkeit abstieg, musste die hier befindliche C-Mannschaft des Klubs von der dritten Liga in die viertklassige Tercera División wechseln. Den nunmehr freien Platz in der Segunda B nahm der CF Rayo Majadahonda ein. Am 13. Juli 1997 trafen die Stadtverwaltung von Majadahonda, die Verantwortlichen von Atlético Madrid, mit dem Rayo Majadahonda bereits seit zwei Jahren eine engere Beziehung verband, und die Verantwortlichen von Rayo Majadahonda eine Vereinbarung. 600 Millionen Peseten sollten in den Ausbau des lokalen Sportkomplexes fließen, womit der Ausbau zu einer Sportstadt erfolgten sollte. Die Verwaltung und Wartung des 60.000 Quadratmeter großen Areals sollte für 50 Jahre übernommen werden. Erste darauf basierende Ideen gab es bereits im Jahre 1995, scheiterten jedoch vorerst, da Rayo Majadahonda als Nutznießer des Cerro del Espino einen Pachtvertrag für vier Jahre abgeschlossen hatte. In weiterer Folge verzichtete der Klub sogar auf seine Nutznießung, um den Ausbau voranzutreiben. So wurde unter anderem für die am 7. Januar 1991 gegründete Fußballschule und Ausbildungsstätte des Klubs der Bau von drei Spielfeldern zugesichert. Zusätzlich sollte der Klub weitere erhebliche jährliche Finanzspritzen von Rayo Vallecano erhalten, um dadurch den Fußball in der Region zu fördern und die Liquidität des Vereins abzusichern. Da die getroffene Vereinbarung keine Art von Subsidiarität beinhaltete, blieben die beiden Klubs weitgehend unabhängig. Spätere Probleme mit der Umweltschutzverordnung, die den Ausbau knapp verhinderten, konnten in weiterer Folge auch gelöst werden.
Die erste Drittligasaison in der Vereinsgeschichte war kaum von sportlichem Erfolg geprägt. In der Gruppe 1 der Segunda División B trat die Mannschaft in der Saison 1997/98 gegen Teams aus Madrid, Galicien, Asturien, Extremadura und Kastilien-La Mancha an und konnte hier nur selten Erfolge feiern. Dem Trainer Antonio Iriondo, der die Mannschaft seit 1994 betreute, folgte im Frühjahr 1998 Santiago Martín, mit dem Majadahonda die Spielzeit auf dem 18. Rang im Endklassement abschloss. Dadurch konnte die Spielklasse nicht mehr gehalten werden und der Klub musste wieder den Weg zurück in die Tercera División antreten. Doch auch hier blieb der sportliche Erfolg aus, woraufhin man mit einem 20. Platz am Ende der Saison in die spanische Fünftklassigkeit abrutschte; zehn Punkte fehlten am Ende für einen etwaigen Klassenerhalt. Um die Jahrtausendwende gelang der Umschwung und Rayo Majadahonda stieg als Erstplatzierter der Gruppe 1 der Preferente wieder in seine „Stammliga“ auf. Fast hätte das Team in der Saison 2000/01 den Ruf einer Fahrstuhlmannschaft erhalten, als es am Ende der regulären Spielzeit den ersten Platz in der Gruppe 7 der Tercera División feierte. Jedoch scheiterte man in den anschließenden Aufstiegs-Play-offs an der Konkurrenz und musste in der Viertklassigkeit verbleiben. Aufgrund seiner Tabellenposition qualifizierte sich der Klub jedoch für Copa del Rey 2001/02, schied in dieser jedoch abermals frühzeitig aus. Auf ein 0:0-Remis im Hinspiel folgte eine 0:2-Niederlage im Rückspiel gegen die UD Vecindario und das damit verbundene Aus.

### Festgefahren in der spanischen Viertklassigkeit
Auf Ligaebene lief es für den Verein 2001/02 wenig zufriedenstellend; mit einem 14. Platz im Endklassement konnte man zwar die Spielklasse halten, erreichte aber – die Abstiegssaison ausgenommen – die schlechteste Platzierung seit zwölf Jahren. Als Grund wird der Abgang einiger Führungsspieler angegeben. Dies änderte sich wieder mit der darauffolgenden Saison, als Majadahonda sich wieder auf den vorderen Tabellenplätzen der Gruppe 7 der Tercera División einfand. Unter dem neuen Trainer Juan Navarro, der zu Saisonbeginn Felipe Prieto Delcán abgelöst hatte, erreichte man Rang 4 und konnte sich in den Aufstiegs-Play-offs gegen Real Titánico CCD Cerceda und den La Bañeza FC durchsetzen und den neuerlichen Aufstieg in die dritthöchste Fußballliga des Landes feiern. Trotz der Bemühungen der Trainer Juan Navarro und Chema Santos scheiterte Majadahonda 2003/04 ein weiteres Mal am Klassenerhalt. Mit lediglich zwei Siegen und zehn Unentschieden aus 38 Meisterschaftspartien stieg die Mannschaft als deutlicher Letzter der Gruppe 2 erneut in die Viertklassigkeit ab. Selbst gruppenübergreifend betrachtet war Rayo Majadahonda mit 16 erzielten Punkten das schlechteste Team dieser Saison in der Segunda División B. Nach dem wiederholten Abstieg fuhr sich der Klub aus dem Nordwesten von Madrid in der vierten Liga fest. In den nächsten Jahren rutschte die Mannschaft im Endklassement immer weiter ab (8. Platz 2004/05, 9. Platz 2005/06, 10. Platz 2006/07 und ein 12. Platz in der Spielzeit 2007/08). Unter dem Trainingsleiter und ehemaligen spanischen Nationalspieler Manuel Sánchez Delgado, genannt „Manolo“, stellte sich wieder ein sportlicher Erfolg ein. Als Dritter der Gruppe 7 zog die Mannschaft 2008/09 in die saisonabschließenden Play-offs ein, unterlag aber nach einem 1:1-Remis im Hinspiel gegen den nur kurzlebigen CD La Unión mit 0:1 im Rückspiel und schied noch in der zweiten Runde der Play-offs aus. Das Jahrzehnt beendete Majadahonda unter Trainer Pablo López Salgado daraufhin mit einem neunten Platz in der Saison 2009/10.
Durch den Druck finanziell besser aufgestellter Vereine konnte sich der Klub auch in den darauffolgenden Jahren kaum vom Tabellenmittelfeld lösen. Jedoch ging man zu dieser Zeit auch nicht mehr Gefahr in die Nähe eines Abstiegsplatzes zu kommen und konnte sich zumindest in der Liga etablieren. Nach einem zehnten Platz in der Spielzeit 2010/11 unter Trainer Santiago Martín Prado und einem elften Rang in der Saison 2011/12, in der unter anderem Óscar Garro als Trainer in Erscheinung trat, übernahm Antonio Iriondo, der die Mannschaft bereits in den 1990er Jahren betreut hatte, das Traineramt. Mit Iriondo kam auch der Erfolg zurück; auf einen achten Platz 2012/13 folgte ein siebenter Rang 2013/14. Historisch bedeutsam wurde die darauffolgenden Spielzeit 2014/15, in der es der Klub zum dritten Mal in seiner Geschichte in die spanische Drittklassigkeit schaffte. Vor allem den Offensivakteuren Álvaro Portilla, der mit 24 Treffern Torschützenkönig der Gruppe 7 wurde, und Borja Acha war es zu verdanken, dass Majadahonda am Saisonende mit sieben Punkten Vorsprung auf den nächsten Verfolger die reguläre Saison auf dem ersten Platz beendete. In den Play-offs setzte sich das von Iriondo trainierte Team nach einem 2:2-Remis im Hinspiel mit 3:0 im Rückspiel gegen den Condal Club durch und schaffte so den Aufstieg in die Segunda División B.

### Klassenerhalt in der Segunda División B und Aufstieg in die zweite Liga
Anders als in den beiden letzten Malen konnte der Klassenerhalt in der Saison 2015/16 gehalten werden; mit einem 14. Platz am Ende der regulären Spielzeit konnte, wenn auch knapp, die Liga gehalten werden. Zum dritten Mal in der Vereinsgeschichte nahm die Mannschaft 2015/16 am spanischen Fußballpokal teil. Wie bereits in den beiden anderen Teilnahmen schied das Team auch diesmal in der ersten Runde aus, nachdem der CD Mensajero von den Kanaren mit 2:0 gewann. Antonio Irondo formte seine Mannschaften in den nachfolgenden Jahren zu einem Titelanwärter und erreichte mit einem vierten Platz in der Segunda División B 2016/17 das beste Ergebnis in der bisherigen Vereinsgeschichte. Mit dieser Platzierung qualifizierte sich Rayo Majadahonda für die anschließenden Aufstiegs-Play-offs, sowie für die Copa del Rey 2017/18. In den Play-offs scheiterte man jedoch deutlich gegen Racing Santander, als man mit einem Gesamtscore von 1:6 aus Hin- und Rückspiel klar unterlag. Auch bei der viertmaligen Teilnahme an Copa del Rey brachte es das Team nicht über die erste Runde hinaus und unterlag in dieser, wenn auch nur knapp, mit 0:1 gegen Unión Adarve.
In der Liga lief es für Irondos Truppe in dieser Spielzeit jedoch nach Plan und man konnte das vor Saisonbeginn gesteckte Ziel, abermals in die Play-offs einzuziehen, erreichen. Rayo Majadahonda übertraf sogar noch die Leistung der vorangegangenen Saison und beendete diese mit 70 Punkten auf dem ersten Platz der Gruppe 1 der Segunda División B. Damit qualifizierte sich die Mannschaft ein weiteres Mal für die Play-offs und den spanischen Fußballpokal. Nach einem knappen Weiterkommen aufgrund der Auswärtstorregel in der ersten Play-off-Runde, der Runde der vier Gruppensieger der regulären Spielzeit, gegen den FC Cartagena unterlag das Team im Finale um den Meistertitel dem RCD Mallorca. Dieser stieg in weiterer Folge zusammen mit Rayo Majadahonda, da beide Teams aus den ersten Play-off-Spielen siegreich hervorgegangen waren, in die Segunda División auf. Somit war Rayo Majadahonda in der Saison 2018/19 erstmals in seiner Geschichte in der zweithöchsten spanischen Fußballliga vertreten. Seine Heimspiele trug das Team, da es über kein für den Profifußball geeignetes bzw. zugelassenes Stadion verfügt, im nahegelegenen Estadio Metropolitano, das seit 2017 auch die Heimat von Atlético Madrid ist, aus. Die Suche einer solchen Heimstätte gestaltete sich anfangs als sehr schwierig, wobei sich erst nach Einschaltung des Stadtrates und Vermittlung dieses eine Einigung der Verantwortlichen beider Vereine finden ließ. Somit konnte sich der Klub nur wenige Wochen vor Saisonstart eine zwischenzeitliche neue Heimat sichern.

### Abstieg in die Drittklassigkeit am Saisonende 2018/19
In die Segunda División startete Rayo Majadahonda am 19. August 2018 vor 18.433 Zuschauern, der größten Zuschauerzahl Majadahondas in dieser Saison, mit einer 1:2-Auswärtsniederlage gegen Real Saragossa. Erst im dritten Saisonspiel konnte die Mannschaft gegen Gimnàstic de Tarragona, der zu diesem Zeitpunkt auf dem letzten Platz rangierte, seine ersten Punkte einfahren, in dem es die Begegnung mit 1:0 gewann. Nach einem weiteren 1:0-Sieg über den CD Lugo in Runde 4 erreichte die von Antonio Iriondo trainierte Mannschaft mit dem neunten Platz zugleich die höchste Tabellenposition in dieser Spielzeit. Danach rutschte das Team, nach einem kurzen Auf-und-Ab, ab der 14. Meisterschaftsrunde in Richtung Abstiegsplätze, konnte sich jedoch bis kurz vor Saisonende nicht mehr oben halten und rutschte am 39. Spieltag erstmals seit Saisonbeginn wieder auf einen Abstiegsplatz ab. Trotz einiger knapper Niederlagen reichten ein Sieg und ein Remis in den letzten vier Ligapartien nicht, um den Klassenerhalt zu schaffen. Mit 47 erreichten Punkten – der nächstplatzierte Nicht-Absteiger CD Lugo hatte 45 Punkte – rangierte Rayo Majadahonda im Endklassement auf dem 19. Platz und stieg daraufhin wieder in die drittklassige Segunda División B ab. In der Copa del Rey 2018/19 schaffte es die Mannschaft, nach einem 2:1-Auswärtssieg über den UD Las Palmas in Runde 2, in die dritte Runde und schied in dieser, nach einem 1:1-Remis am Ende der regulären Spielzeit und der Verlängerung, im Elfmeterschießen gegen Sporting Gijón aus.
Nach dem Abstieg kehrte der Klub wieder ins Estadio Cerro del Espino zurück; noch vor Saisonbeginn übernahm Julián Calero, der davor kurzzeitig Assistenztrainer bei der spanischen Nationalmannschaft war, das Traineramt bei Rayo Majadahonda. Wie bereits nach dem Aufstieg in die Zweitklassigkeit wurde auch nach dem Abstieg aus dieser nahezu der komplette Kader ausgetauscht; die Datenbank von transfermarkt.de nennt allein für die Saison 2019/20 22 Zugänge, sowie 21 Abgänge. In die Segunda División B 2019/20 startete Majadahonda weitestgehend erfolgreich und spielte sich schon bald bis auf die vorderen Tabellenplätze. Aktuell (Stand: 11. Januar 2020) rangiert Rayo Majadahonda nach 19 absolvierten Ligapartien auf dem vierten Tabellenplatz, was am Saisonende einen Platz in den Aufstiegs-Play-offs bedeuten würde. In der Copa del Rey 2019/20 schied das Team, nach einem 1:0-Sieg über Racing de Ferrol in Runde 1, am 11. Januar 2020 in der zweiten Runde im Elfmeterschießen gegen den CD Teneriffa aus.
Eine Bedingung, um überhaupt in einer Profiliga in Erscheinung zu treten, war es für Rayo Majadahonda binnen eines Jahres seinen Profispielbetrieb in eine Sociedad Anónima Deportiva auszugliedern. Nach der Gründung der Club de Fútbol Rayo Majadahonda S.A.D. wurde im September 2019 der 30-Jährige Alejandro Arribas, zu diesem Zeitpunkt aktiver Profispieler bei Real Oviedo und ehemaliger Nachwuchsspieler bei Rayo Majadahonda, Mehrheitsaktionär des Klubs. Zu diesem Zeitpunkt war Enrique Vedia Pesquera noch Präsident des Klubs, der bis zur Übernahme durch Arribas 162 Mitglieder und 93 Aktionäre hatte. Noch im gleichen Monat zog er sich nach 32 Jahren an der Spitze des Madrider Vorstadtvereins zurück und übergab das Amt des Präsidenten an José María Sanz, der bereits bei seiner Amtsübernahme davon sprach drei Millionen Euro in den Klub investieren zu wollen.

## Reservemannschaft
Bereits im Jahre 1997 wurde eine Reservemannschaft ins Leben gerufen. Diese kam jedoch nicht vor 2000 in offiziellen Bewerben zum Einsatz und startete in diesem Jahr in die fünftklassige Preferente. In dieser war das Team daraufhin bis 2010 aktiv. Die Mannschaft wurde dann im Jahre 2011 aufgelöst, woraufhin der Klub die nächsten Jahre über keine zweite Herrenmannschaft mehr verfügte. Am 4. Juli 2018 wurde mit dem CDF Tres Cantos, der in der Saison 2017/18 erstmals in der vierthöchsten Spielklasse des Landes vertreten war, eine Vereinbarung getroffen, dass dieser fortan als Reserveteam von Rayo Majadahonda fungieren wird.

### Weitere Mannschaften
Darüber hinaus verfügt Rayo Majadahonda neben diversen Jugendmannschaften auch über ein Team in der Liga F7 Asturias, sowie drei E-Sport-Mannschaften (PC, PlayStation 4 und Xbox One).

## Spielstätten
Nach der offiziellen Registrierung von Rayo Majadahonda beim Fußballverband wurde dessen Heimstätte das Estadio Cerro del Espino, benannt nach dem gleichnamigen Hügel, auf dem es errichtet wurde. Das Stadion, das auf der alten Straße zwischen Majadahonda und Pozuelo entstand, verfügte anfangs über keine Tribüne und auch über keine elektrische Flutlichtanlage.
Erst im Jahre 1995 wurde auf dem Hügel, von dem aus man in nordwestlicher Richtung nach Madrid sieht, ein völlig umgestalteter Neubau mit einer Kapazität von 3.376 Besuchern errichtet. Heute dient das Stadion mit seinen umliegenden Spielfeldern nicht nur als Heimat von Rayo Majadahonda, sondern auch als Trainingsstätte des Erstligisten Atlético Madrid. Des Weiteren absolvieren auf diesem als Sportstadt bezeichneten Komplex die Reserve- und Jugendmannschaften, sowie die Damenmannschaft von Atlético Madrid ihre Heimspiele. 1997 erfolgte der Ausbau zur besagten Sportstadt – ein Gemeinschaftsprojekt der Stadtverwaltung, Rayo Majadahonda Atlético Madrid – um eine Summe von 600 Millionen Peseten. In der Zeit des Umbaus vor dem Einzug ins fertiggestellte Cerro del Espino im Jahre 1995 absolvierte der Klub seine Heimspiele im Estadio Navalcarbón, dem Stadion des Las Rozas CF. Die bereits erwähnte Fußballschule des Klubs, La Oliva genannt, befindet sich wenige hundert Meter vom Stadion und seinen Nebenplätzen entfernt und verfügt selbst über zwei Plätze mit einer kleinen unüberdachten Tribüne mit rund 175 Sitzplätzen, sowie der dazugehörigen Infrastruktur.
Nach dem erfolgreichen Aufstieg in die Segunda División am Ende der Spielzeit 2017/18 benötigte Rayo Majadahonda ein für den Profifußball geeignetes bzw. zugelassenes Stadion. Dieses wurde in weiterer Folge mit dem Estadio Metropolitano, seit 2017 neue Heimat von Atlético Madrid, gefunden.
Nach dem Abstieg am Saisonende 2018/19 kehrte der Klub wieder in sein eigenes Stadion zurück.

## Präsidenten
- 1976–1984: Ramiro Aguilar
- 1984–1985: Antonio Rodríguez
- 1985–1987: Francisco Torres
- 1987–2019: Enrique Vedia Pesquera
- seit 2019: José María Sanz Martín

## Trainer
| - Abel Gómez seit 9.3.2021 |

## Spieler
| - Lucas Hernández - Theo Hernández - Rodri |